# Downtown Seattle Transit Tunnel
El Downtown Seattle Transit Tunnel (DSTT), también conocido como el Metro Bus Tunnel, es un 1,3 millas (2,1 km) par de túneles para transporte público que funciona de norte–sur bajo la Tercera Avenida sobre el Centro de Seattle, Washington desde la Novena Avenida y Pike Street a la Quinta Avenida Sur a South Jackson Street.

## Descripción
El túnel de doble vía y sus estaciones, con la excepción de Convention Place, constituyen la estación meridional de la Central Link del Tren Ligero de Seattle, continuando al sur por Rainier Valley al Aeropuerto Internacional de Seattle–Tacoma como parte de la red del Tren Ligero de Seattle operado por Sound Transit. Todas sus cinco estaciones son servidas por autobuses de King County Metro y Sound Transit Express que salen del túnel al norte vía la Interestatal 5, al sur vía SODO Busway, o al este vía la Interestatal 90. La DSTT es la sección más ocupada de la red del Tren Ligero de Seattle, con un promedio de 10,000 pasajeros al día. Es propiedad de King County Metro y compartido con Sound Transit, al haber hecho un acuerdo en conjunto para operar, cuando el condado de King tomo cargo en 2002. El Downtown Seattle Transit Tunnel es uno de dos túneles de autobuses y trenes en los Estados Unidos, junto con el Mount Washington Transit Tunnel en Pittsburgh, Pensilvania, pero sin ninguna estación.